# 張佐
張佐（1446年—？），字良弼，湖廣黃州衛軍籍，直隸廣德州人，明朝政治人物。

## 生平
成化十年（1474年）甲午科湖廣鄉試第六十七名舉人。成化十七年（1481年）中式辛丑科會試第七十四名，三甲第一百九十二名進士。

## 家族
曾祖張顯二；祖父張伯昌；父張福，母丁氏；繼母李氏。